# Čchiou Fu
Čchiou Fu (čínsky pchin-jinem Qiū Fú, znaky 丘福, 1343–1409) byl čínský vojevůdce říše Ming, za vlády císaře Jung-le dosáhl vysokého postavení, padl v bitvě s Mongoly.

## Život
Čchiou Fu pocházel z okolí Feng-jangu, v mládí příslušel k domácnosti Ču Tiho, knížete z Jen. Postupoval v hodnostech, v občanské válce v letech 1399–1402 se vedle Ču Nenga prosadil jako přední generál Ču Tiho armády. Roku 1402 se Ču Ti stal císařem říše Ming a v říjnu téhož roku udělil Čchiou Fuovi titul vévoda z Čchi (淇國公, Čchi-kuo kung).
Čchiou Fu se stal jedním z nejvýše postavených generálů mingské Číny. V diskuzi o následníku trůnu podporoval myšlenku na jmenování druhého císařova syna Ču Kao-süa. Následníkem císař roku 1404 jmenoval nejstaršího syna Ču Kao-čch’a, Čchiou Fu se stal jeho vychovatelem.
Roku 1409 ho císař pověřil velením trestné výpravy proti východním Mongolům v jejichž čele stál chán Bunjaširi a kancléř Arughtaj. Se 100 tisíci vojáky vytáhl do Mongolska, v září 1409 v bitvě na březích Kerulenu jeho armádu Mongolové rozdrtili, Čchiou Fu padl v boji.
Císař Jung-le následující rok vytáhl proti Mongolům osobně v prvním ze jeho pěti tažení do Mongolska.